# Restzetel

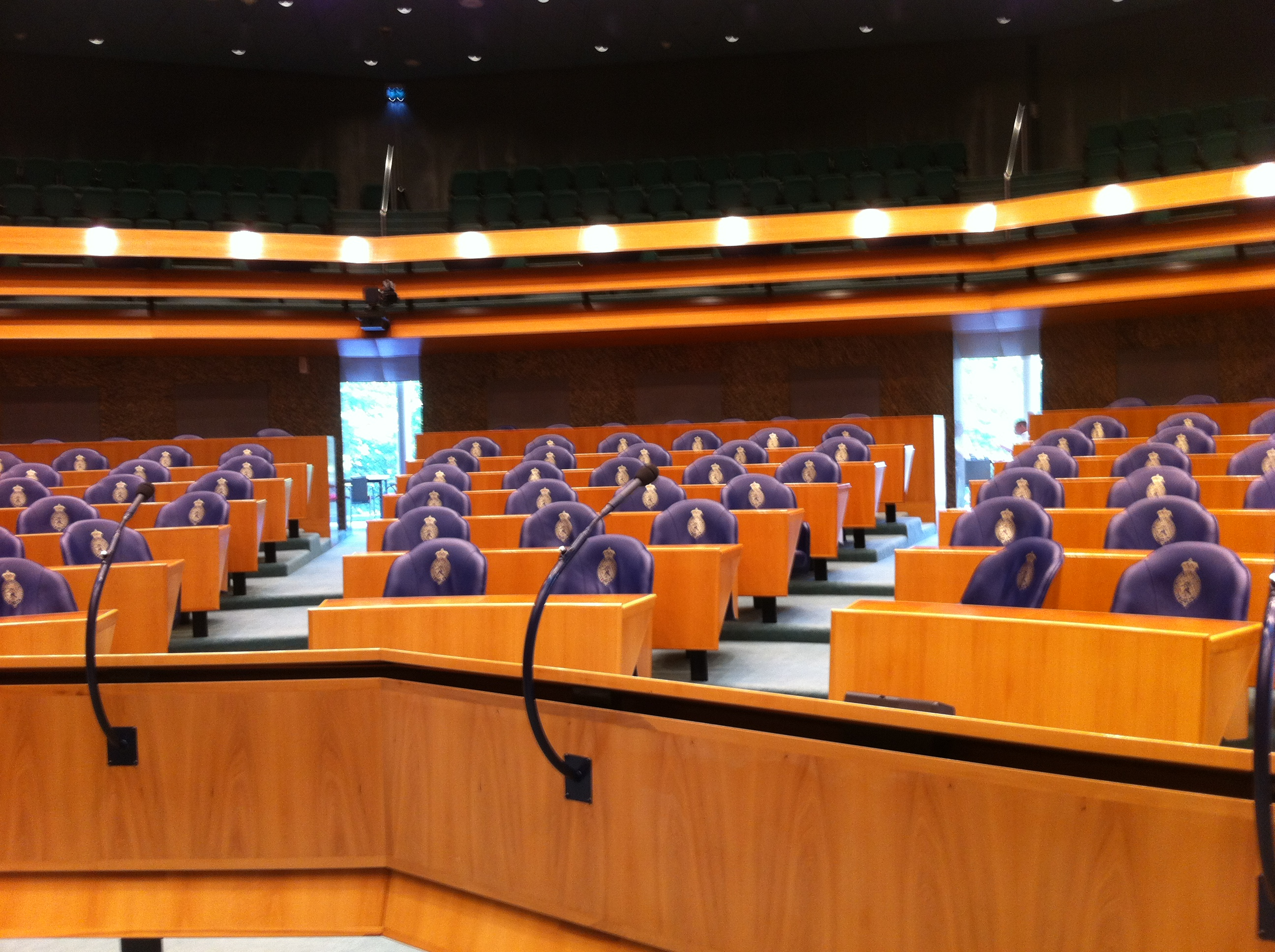
In Nederland geldt dat restzetels niet worden meegenomen bij het bepalen of een partij de kiesdrempel haalt. Een partij moet ten minste één volle zetel behalen om in het parlement te kunnen komen.

Een restzetel is een zetel die wordt toegekend aan een politieke partij nadat alle volle zetels zijn verdeeld door het aantal stemmen te delen door de kiesdeler, wat neerkomt op het aantal stemmen dat nodig is voor één volle zetel.
Voor het berekenen en toekennen van restzetels worden verschillende methodes gebruikt zoals de D'Hondt-methode in Nederland en België, de Sainte-Laguë-methode in Zweden en de grootste-overschottenmethode in Denemarken. De methode van Victor D'Hondt die in Nederland wordt gebruikt bevoordeelt grotere partijen wat ten koste gaat van de evenredigheid. De Sainte-Laguë-methode en de grootste-overschottenmethode zorgen voor de meest evenredige verdeling van (rest)zetels.
Het aantal restzetels is mede afhankelijk van het aantal deelnemende partijen in een verkiezing. Als meer partijen deelnemen is de kans op een hoger aantal te verdelen restzetels groter. 

## Kiesdrempel
Bij verkiezingen voor de Tweede Kamer moet een partij minimaal een volle zetel behaald hebben om voor een restzetel in aanmerking te komen. Die bepaling geldt niet bij gemeenteraadsverkiezingen. Daar kan een partij die de kiesdeler niet heeft gehaald wel een restzetel behalen. Dit verschil wordt gerechtvaardigd door het feit dat bij die verkiezingen een kleiner aantal zetels te verdelen is. Partijen die minder dan 75% van de kiesdeler hebben gehaald, komen in Nederland niet in aanmerking voor een restzetel.

## Achtergrond
Na het bepalen van de kiesdeler wordt het aantal stemmen per fractie gedeeld door de kiesdeler. De uitkomst hiervan (naar beneden afgerond) geeft het aantal volle zetels dat wordt toegewezen aan een partij. Vervolgens worden de restzetels verdeeld. Het aandeel reststemmen van een partij dat op die manier naar andere partijen gaat, varieert tussen enkele tienden van procenten tot meer dan twintig procent (bij relatief kleine partijen).
Welke partijen restzetels erbij gekregen hebben en welke niet, kan men controleren door het aantal zetels van een partij te vermenigvuldigen met de kiesdeler en de uitkomst te vergelijken met het aantal stemmen dat op die partij is uitgebracht.

## Zetelverdeling
Restzetels kunnen verdeeld worden volgens diverse methoden. In Nederland zijn er twee methoden in gebruik: De D'Hondt-methode en de grootste-overschottenmethode.

### 19 zetels of meer
De eerste methode, die van de grootste gemiddelden hanteert feitelijk het algoritme van de methode-D'Hondt. De methode wordt in Nederland toegepast voor verkiezingen voor een vertegenwoordigend lichaam met 19 of meer zetels (zoals een grotere gemeenteraad, de Tweede Kamer en de Eerste Kamer). Bij deze procedure wordt het aantal stemmen voor elke partij gedeeld door het aantal behaalde volle zetels plus 1. De partij die zo uitkomt op het grootste aantal stemmen per zetel (grootste gemiddelde) krijgt de restzetel toegewezen. Indien er meer restzetels zijn, wordt de procedure herhaald met de nieuwe tussenstand tot er geen restzetels meer te verdelen zijn.

### 18 zetels of minder
De tweede methode, die van de grootste overschotten, geldt in Nederland voor een vertegenwoordigend lichaam met 18 of minder zetels (zoals de kleinere gemeenteraden). Bij deze methode wordt gekeken naar het aantal stemmen dat over is van het totaal aantal stemmen na verdeling van de volle zetels. De partij met het grootste overschot krijgt bij deze methode de eerste restzetel, de partij met het op een na grootste overschot de tweede, enzovoort tot alle zetels verdeeld zijn. Deze methode zorgt voor de meest evenredige zetelverdeling omdat het niet in het voordeel werkt van grote of kleine partijen. Elke partij kan hoogstens één restzetel krijgen volgens deze methode.

## Voorbeeld
Bij de Tweede Kamerverkiezingen in 2021 waren er 37 deelnemende partijen en waren er 11 restzetels te verdelen. De 22,54 zetels van D66 die uiteindelijk 24 toegewezen kreeg en de 32,80 zetels van de VVD die herverdeeld werd naar 34 leidde tot schending van de quotumregel. Het grootste herverdeelverschil naar beneden was de 3,63 zetels van Volt dat afgerond werd naar 3 zetels.
Bij deze verkiezingen kregen twee van de grootste partijen (de VVD en D66) ieder twee restzetels. Was bij deze verkiezing de grootste-overschottenmethode of de Sainte-Laguë-methode toegepast dan hadden de vier grootste partijen ieder één zetel minder gekregen ten gunste van de vier kleinere partijen (Volt, JA21, 50+ en de BBB).
| Partij | Stemmen    | Evenredig aandeel | Overschot | Overschot | Grootste-overschottenmethode | Grootste-overschottenmethode | Grootste-gemiddeldenmethode | Grootste-gemiddeldenmethode | Grootste-gemiddeldenmethode | Grootste-gemiddeldenmethode |
| Partij | Stemmen    | Evenredig aandeel | Overschot | Overschot | Grootste-overschottenmethode | Grootste-overschottenmethode | D'Hondt-methode             | D'Hondt-methode             | Sainte-Laguë-methode        | Sainte-Laguë-methode        |
| Partij | Stemmen    | Evenredig aandeel | Overschot | Overschot | Optimaal evenredig           | Optimaal evenredig           | Evenredig                   | Evenredig                   | Zeer evenredig              | Zeer evenredig              |
| Partij | Stemmen    | Evenredig aandeel | Overschot | Overschot | Toegepast in:                | Vlag                         | Toegepast in:               | Vlag                        | Toegepast in:               | Vlag                        |
| Partij | Stemmen    | Evenredig aandeel | Breuk     | Restant   | Restzetels                   | Totaal                       | Restzetels                  | Totaal                      | Restzetels                  | Totaal                      |
| ------ | ---------- | ----------------- | --------- | --------- | ---------------------------- | ---------------------------- | --------------------------- | --------------------------- | --------------------------- | --------------------------- |
| VVD    | 2279130    | 32,80             | 0,80      | 55588     | 1                            | 33                           | 2 ▲                         | 34                          | 1                           | 33                          |
| D66    | 1565861    | 22,54             | 0,54      | 37176     | 1                            | 23                           | 2 ▲                         | 24                          | 1                           | 23                          |
| PVV    | 1124482    | 16,18             | 0,18      | 12711     |                              | 16                           | 1 ▲                         | 17                          |                             | 16                          |
| CDA    | 990601     | 14,26             | 0,26      | 17801     |                              | 14                           | 1 ▲                         | 15                          |                             | 14                          |
| SP     | 623371     | 8,97              | 0,97      | 67486     | 1                            | 9                            | 1                           | 9                           | 1                           | 9                           |
| PVDA   | 597192     | 8,59              | 0,59      | 41307     | 1                            | 9                            | 1                           | 9                           | 1                           | 9                           |
| GL     | 537308     | 7,73              | 0,73      | 50908     | 1                            | 8                            | 1                           | 8                           | 1                           | 8                           |
| FVD    | 523083     | 7,53              | 0,53      | 36683     | 1                            | 8                            | 1                           | 8                           | 1                           | 8                           |
| PVDD   | 399750     | 5,75              | 0,75      | 52322     | 1                            | 6                            | 1                           | 6                           | 1                           | 6                           |
| CU     | 351275     | 5,06              | 0,06      | 3847      |                              | 5                            |                             | 5                           |                             | 5                           |
| Volt   | 252480     | 3,63              | 0,63      | 44023     | 1                            | 4                            | 0 ▼                         | 3                           | 1                           | 4                           |
| JA21   | 246620     | 3,55              | 0,55      | 38163     | 1                            | 4                            | 0 ▼                         | 3                           | 1                           | 4                           |
| SGP    | 215249     | 3,10              | 0,10      | 6792      |                              | 3                            |                             | 3                           |                             | 3                           |
| DENK   | 211237     | 3,04              | 0,04      | 2780      |                              | 3                            |                             | 3                           |                             | 3                           |
| 50+    | 106702     | 1,54              | 0,54      | 37216     | 1                            | 2                            | 0 ▼                         | 1                           | 1                           | 2                           |
| BBB    | 104319     | 1,50              | 0,50      | 34833     | 1                            | 2                            | 0 ▼                         | 1                           | 1                           | 2                           |
| BIJ1   | 87238      | 1,26              | 0,26      | 17752     |                              | 1                            |                             | 1                           |                             | 1                           |
| CO     | 40731      | 0,59              | 0,59      | 40731     | Kiesdrempel                  | Kiesdrempel                  | Kiesdrempel                 | Kiesdrempel                 | Kiesdrempel                 | Kiesdrempel                 |
| Totaal | 10.422.852 | 139               | Zetels    | Zetels    | 11                           | 150                          | 11                          | 150                         | 11                          | 150                         |

## Evenredigheid
De D'Hondt-methode werkt doorgaans in het voordeel van grotere partijen. Het is zelfs mogelijk dat een (grote) partij meer dan één restzetel behaalt wat ten koste gaat van de evenredigheid van de verkiezingsuitslag. Dit is ook de reden waarom sommige partijen lijstverbindingen aangingen met verwante partijen: samen werd de kans op een restzetel groter. Binnen zo'n lijstverbinding werd de grootste-overschottenmethode toegepast zodat kleinere partijen meer kans hadden op een restzetel in vergelijking met de D'Hondt-methode. Deze mogelijkheid is echter afgeschaft in 2017 terwijl deze in 2018 alweer aanbevolen werd door de Staatscommissie parlementair stelsel ter bevordering van pre-electorale coalities. 
Hoewel het systeem van de grootste overschotten tot een evenredigere verkiezingsuitslag zou leiden, is het onwaarschijnlijk dat grote partijen stappen gaan ondernemen om het huidige systeem van Victor D'Hondt te vervangen.